# Йорданово
Йорда́ново (болг. Йорданово) — село в Силістринській області Болгарії. Входить до складу общини Сілістра.

## Населення
За даними перепису населення 2011 року у селі проживали 610 осіб.
Національний склад населення села:
| Національність   | Кількість осіб | Відсоток |
| ---------------- | -------------- | -------- |
| турки            | 297            | 49,2%    |
| цигани           | 264            | 43,7%    |
| болгари          | 42             | 7,0%     |
| Всього відповіли | 604            |          |

Розподіл населення за віком у 2011 році:
Динаміка населення: